# Бюлюльдюз
Бюлюльдюз (азерб. Bülüldüz) — село у Лачинському районі Азербайджану. Село розташоване за 14 км на північний захід від районного центру, міста Лачина.  До складу сільради входить також село Сейдлер, що розташоване за 7 км на південний захід.

З 1992 по 2020 рік було під Збройні сили Вірменії окупацією і називалось Бюлюльдюз (вірм. Բազմատուս), входячи в Кашатазький район невизнаний Нагірно-Карабаська Республіка. 1 грудня 2020 в ході Другої карабаської війни села було звільнено Збройні сили Азербайджану. (вірмени трактують це як окупацію).